# Лю Делі
Лю Делі (кит.: 劉德利; нар. 1 січня 1980, провіція Хейлунцзян) — китайський борець греко-римського стилю, чемпіон, срібний та бронзовий призер чемпіонатів Азії, срібний та бронзовий призер Азійських ігор, учасник двох Олімпійських ігор.

## Життєпис
Боротьбою почав займатися з 2002 року.
Виступав за борцівський клуб Хейлунцзяну. Тренер — Ван Чаншен, з 2002.

## Спортивні результати на міжнародних змаганнях

### Виступи на Олімпіадах
| Змагання                    | Збірна | Вагова категорія                  | Місце |
| --------------------------- | ------ | --------------------------------- | ----- |
| Літні Олімпійські ігри 2008 | Китай  | греко-римська боротьба, до 120 кг | 8     |
| Літні Олімпійські ігри 2012 | Китай  | греко-римська боротьба, до 120 кг | 13    |

### Виступи на Чемпіонатах світу
| Змагання                        | Збірна | Вагова категорія                  | Місце |
| ------------------------------- | ------ | --------------------------------- | ----- |
| Чемпіонат світу з боротьби 2005 | КНР    | греко-римська боротьба, до 120 кг | 20    |
| Чемпіонат світу з боротьби 2007 | КНР    | греко-римська боротьба, до 120 кг | 17    |
| Чемпіонат світу з боротьби 2011 | КНР    | греко-римська боротьба, до 120 кг | 23    |

### Виступи на Чемпіонатах Азії
| Змагання                       | Збірна | Вагова категорія                  | Місце  |
| ------------------------------ | ------ | --------------------------------- | ------ |
| Чемпіонат Азії з боротьби 2005 | КНР    | греко-римська боротьба, до 120 кг | Срібло |
| Чемпіонат Азії з боротьби 2007 | КНР    | греко-римська боротьба, до 120 кг | Золото |
| Чемпіонат Азії з боротьби 2008 | КНР    | греко-римська боротьба, до 120 кг | 8      |
| Чемпіонат Азії з боротьби 2010 | КНР    | греко-римська боротьба, до 120 кг | Бронза |

### Виступи на Азійських іграх
| Змагання           | Збірна | Вагова категорія                  | Місце  |
| ------------------ | ------ | --------------------------------- | ------ |
| Азійські ігри 2006 | КНР    | греко-римська боротьба, до 120 кг | Бронза |
| Азійські ігри 2010 | КНР    | греко-римська боротьба, до 120 кг | Срібло |

### Виступи на Кубках світу
| Змагання                    | Збірна | Вагова категорія                  | Місце |
| --------------------------- | ------ | --------------------------------- | ----- |
| Кубок світу з боротьби 2009 | КНР    | греко-римська боротьба, до 120 кг | 6     |

### Виступи на інших змаганнях
| Змагання                                                         | Збірна | Вагова категорія                  | Місце  |
| ---------------------------------------------------------------- | ------ | --------------------------------- | ------ |
| Кубок Азії з боротьби 2003                                       | КНР    | греко-римська боротьба, до 120 кг | Бронза |
| Міжнародний меморіал Дейва Шульца 2007                           | КНР    | греко-римська боротьба, до 120 кг | Бронза |
| Олімпійський кваліфікаційний турнір з боротьби 2008 (Роме-Остія) | КНР    | греко-римська боротьба, до 120 кг | 13     |
| Олімпійський кваліфікаційний турнір з боротьби 2008 (Новий Сад)  | КНР    | греко-римська боротьба, до 120 кг | 5      |
| Міжнародний меморіал Дейва Шульца 2010                           | КНР    | греко-римська боротьба, до 120 кг | Бронза |
| Олімпійський кваліфікаційний турнір з боротьби 2012 (Астана)     | КНР    | греко-римська боротьба, до 120 кг | Золото |
| Кубок Президента Казахстану з боротьби 2012                      | КНР    | греко-римська боротьба, до 120 кг | 6      |
| Турнір Івана Піддубного 2017                                     | КНР    | греко-римська боротьба, до 130 кг | Бронза |